# Berendinellidae
De Berendinellidae zijn een familie van uitgestorven weekdieren uit de klasse van de Gastropoda (slakken).

## Taxonomie
De volgende taxa zijn bij de familie ingedeeld:
- † Geslacht Berendinella Guzhov, 2005
  -  † Berendinella rossica Guzhov, 2005